# Tarot (band)
Tarot is een Finse heavymetalband. 

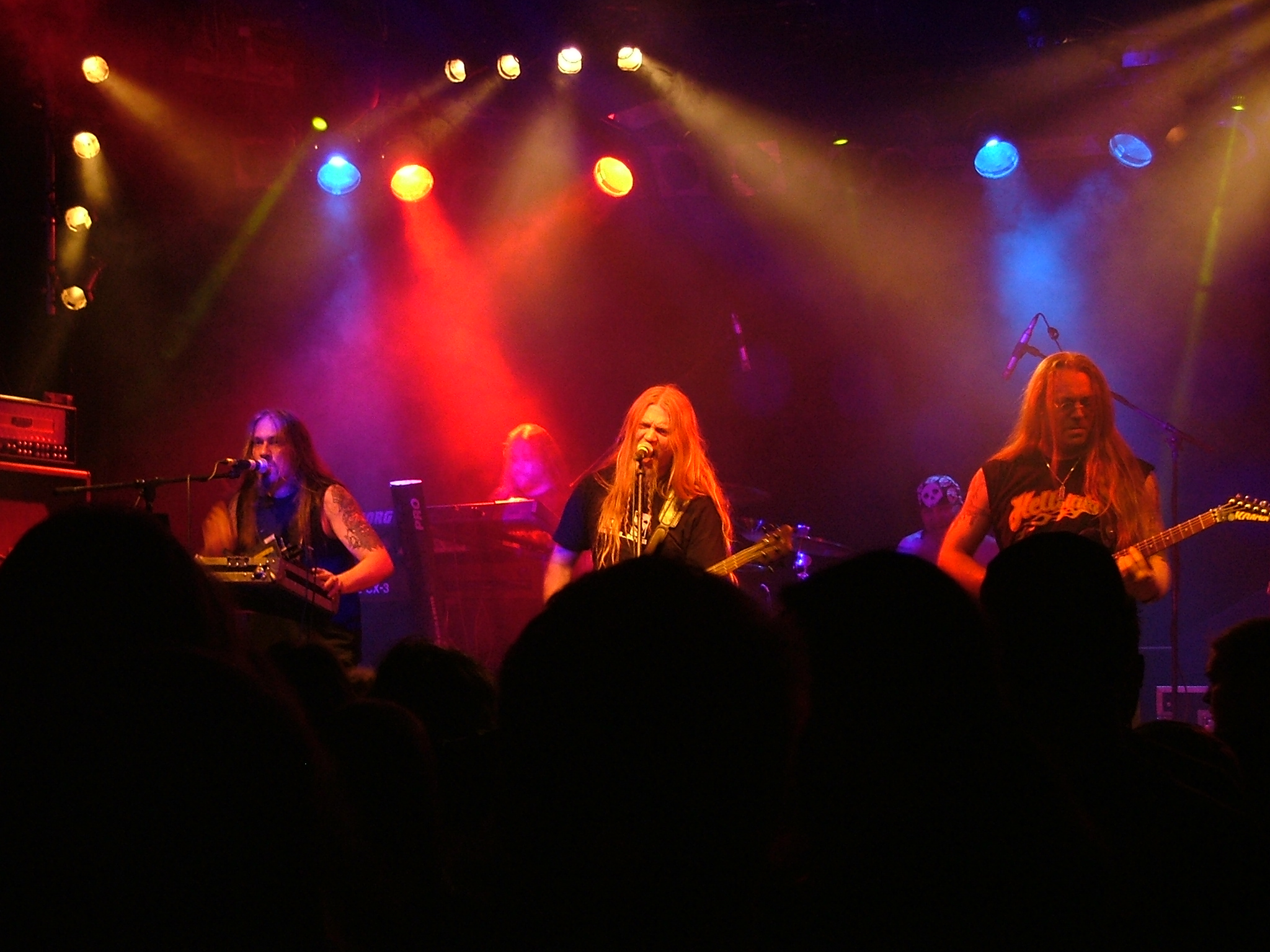
Tarot

De band werd in de jaren tachtig opgericht door de broers Marco en Zachary Hietala onder de naam Purgatory. Toen de band in 1986 een platencontract verkreeg werd de naam gewijzigd in Tarot. De band was nooit erg succesvol, maar verwierf meer bekendheid toen Marco in 2001 bij Nightwish ging spelen. In 2006 behaalden ze voor het eerst een nummer 1-hit in Finland met het nummer "You!" van het album Crows Fly Black.
Op 6 november 2010 gaf Tarot zijn eerste concert in Nederland als onderdeel van de Gravity of Light Tour.

## Huidige bezetting
- Zachary Hietala - leadgitaar
- Janne Tolsa - toetsen
- Tommi Salmela – zang, sampler

### Vroegere bandleden
- Marco Hietala - basgitaar, zang[1]
- Mako H. - gitaar
- Pecu Cinnari - drums

## Discografie

### Studioalbums
- Spell of Iron (1986)
- Follow Me into Madness (1988)
- To Live Forever (1993)
- To Live Again (live CD, 1994)
- Stigmata (1995)
- For the Glory of Nothing (1998)
- Suffer Our Pleasures (2003)
- Crows Fly Black (2006)
- Gravity Of Light (2010)

### Compilaties
- Shining Black (1999)